# Jean Arbuleau
Jacques Gaston Ferdinand Harbulot dit Jean Arbuleau, né le 5 avril 1895 à Paris, ville où il est mort le 2 décembre 1979, est un acteur et un parolier français.

## Biographie
Fils d'un négociant Auguste Harbulot, Jean Arbuleau naît le 5 avril 1895 dans le 12e arrondissement de Paris.
Jean Arbuleau a été le premier mari de l'actrice Rika Radifé de 1919 à 1935 avant qu'elle ne devienne la femme d'Harry Baur en 1936.
Il meurt le 2 décembre 1979 en son domicile, au no 5, rue Montcalm dans le 18e arrondissement.

## Filmographie

### Cinéma
- 1932 : Une jeune fille et un million de Fred Ellis et Max Neufeld : Hesse
- 1932 : Les trois mousquetaires de Henri Diamant-Berger
- 1932 : Plaisirs de Paris de Edmond T. Gréville
- 1933 : Roger la Honte de Gaston Roudès
- 1934 : Toboggan de Henri Decoin
- 1936 : Prince des Six Jours de Robert Vernay : le speaker à la radio
- 1936 : Topaze de Marcel Pagnol : Roger de Berville